# ギブソン・L6-S
L6-Sは、ギブソンがジャズソリッドギターL5Sの後継機として1972年に開発、1973年に発売したエレクトリック・ギターである。ギブソン・レスポールに似た形でありながら、同社が24フレットをはじめて採用したモデルでもある。

## 概要
L6-Sはビル・ローレンスとギブソン社の最初の共同開発製品であり、厳しい予算の中でマルチ・サウンド・システムを採用した。